# Nanatsuiro Drops
Nanatsuiro Drops (ななついろ★ドロップス?, Nanatsuiro★Doroppusu, lett. "Le gocce di sette colori") è una visual novel giapponese sviluppata dalla UNiSONSHIFT e pubblicata il 21 aprile 2006. Da essa è stata tratta nel 2007 una serie anime di 12 episodi e due manga.

## Trama
Masaharu Tsuwabuki, uno studente tranquillo e riservato, beve per sbaglio una pozione che lo trasforma in un piccolo ariete. Per tornare umano deve cercare le sette Gocce di Stelle e, per aiutarlo in questo compito, Masaharu sceglie Sumomo Akihime, una nuova studentessa, ignara dalla vera identità dell'animaletto; ma neanche Masaharu conosce il segreto di Sumomo: la ragazza, infatti, proviene dal magico mondo di Figurare, patria delle maghe note come Filatrici Stellari. Qui due scuole, Pramu Cloris e Saint Asparas, organizzano ogni anno una competizione amichevole tra le loro due migliori studentesse, chiamate Prima Pramu e Prima Asparas, mandandole sulla Terra, conosciuta con il nome di Retroscena, alla ricerca delle Gocce di Stelle.

## Personaggi

### Principali

Sumomo Akihime

Masaharu Tsuwabuki (石蕗 正晴?, Tsuwabuki Masaharu)
Un ragazzo tranquillo e riservato, non parla con nessuno, neanche con i suoi amici. All'inizio della serie, si scontra con Sumomo, facendole rovesciare dell'acqua, e viene costretto dal professor Natsume Kisaragi a unirsi al club di giardinaggio. Beve per sbaglio una pozione che lo trasforma in un piccolo ariete di peluche inanimato, ma viene poi trovato dal professor Kisaragi, che gli somministra un'altra pozione per permettergli di muoversi e parlare. Per poter tornare umano deve trovare le Gocce di Stelle con l'aiuto di una ragazza, alla quale non deve rivelare la sua identità: per questa missione viene scelta Sumomo, che lo chiama Yuki. La pozione che lo trasforma è soggetta alle fasi lunari: durante il giorno è umano, di notte un ariete. Quando c'è la luna piena rimane ariete per tutto il giorno, mentre quando c'è la luna nuova resta umano per ventiquattro ore. Dopo aver scoperto che Sumomo è innamorata di lui, le si dichiara; nell'episodio 9 confessa il suo segreto a Sumomo e torna a essere una normale bambola di pezza. Gli viene poi ridata la parola, ma deve rinunciare a cinque mesi di ricordi. Si scopre poi che, una volta bevuta la pozione di Gocce di Stelle che lo farà tornare normale, dimenticherà tutto il tempo passato con Sumomo; di conseguenza, prima di bere la pozione bacia la ragazza. Quando torna umano, nonostante abbia perso la memoria, ricorda ancora i suoi sentimenti per lei.
Sumomo Akihime (秋姫 すもも?, Akihime Sumomo)
Una ragazza timida, parla principalmente con Nadeshiko, la sua migliore amica. Fa parte del club di giardinaggio. È una Filatrice Stellare e compete per Pramu Cloris, ma in realtà è il rimpiazzo della Prima Pramu, che si è ammalata e non ha potuto partecipare. Ha una cotta per Masaharu, ma non sa che lui è il piccolo ariete che fa coppia con lei nella ricerca delle Gocce di Stelle. Ha paura dell'acqua e non sa nuotare, ma poi supera la sua paura quando deve raccogliere una delle Gocce caduta in una piscina. È la figlia di Karin Kisaragi, sorella del professor Natsume Kisaragi, la più grande Filatrice Stellare di tutti i tempi.
Nona Yuki (結城 ノナ?, Yūki Nona)
È la Prima Asparas e non conosce nulla di Retroscena, essendo la sua prima volta nel mondo umano. È un'ottima maga e conosce molti incantesimi; ha un carattere orgoglioso e ambizioso, non ha molti amici e passa il suo tempo da sola. Di molto superiore a Sumomo per quanto riguarda i poteri, le due sviluppano una sorta di rivalità amichevole ed entrambe sono innamorate di Masaharu. In forma umana ha i capelli blu e gli occhiali, mentre in quella da Filatrice ha i capelli biondi. Sulla Terra, vive in una villa da sola con Arthur.
Nadeshiko "Nako-chan" Yaeno (八重野 撫子?, Yaeno Nadeshiko)
La migliore amica di Sumomo, durante una passeggiata scopre che la ragazza è un Filatrice Stellare. Secondo le regole della competizione tra Filatrici, però, la memoria di coloro che scoprono la loro identità deve essere cancellata, escluso il partner. Sumomo non lo accetta e scopre un incantesimo monouso che può legare la Filatrice a un amico, impedendo così che venga cancellata la memoria. Nadeshiko scopre anche la vera identità di Nona. Fa parte del club di giardinaggio.
Julirsia Satsuki (皐 ユリーシア?, Satsuki Yurīsia)
Compare in Nanatsuiro Drops Pure!! ed è la Prima Pramu. Nata il 25 maggio, gruppo sanguigno B, il suo costume è simile a quello di Sumomo. Fa coppia con un gatto nero che l'aiuta nella ricerca delle Gocce. Positiva e allegra, odia le cose infantili.
Flora Koiwai (小岩井 フローラ?, Koiwai Furōra)
Compagna di classe di Sumomo, è la migliore amica di Nobuko. I suoi genitori hanno un ristorante nel quale lavora. È molto brava a cucinare ed è molto saggia nel dare consigli sugli affari di cuore.

### Secondari
Natsume Kisaragi (如月 ナツメ?, Kisaragi Natsume)
Un insegnante giovane e affascinante, conosce molte pozioni ed è il fratello della Filatrice Stellare Karin, madre di Sumomo. Consiglia Sumomo e Masaharu durante la ricerca delle Gocce di Stelle.
Arthur Matsuda (アーサー 松田?, Āsā Matsuda)
Il domestico di Nona, di solito trascorre il tempo in forma umana, ma quando è il momento di prendere le Gocce assume la sua vera forma, quella di dobermann. Tiene molto a Nona e si preoccupa per lei quando resta alzata fino a tardi per creare nuovi incantesimi da usare contro Sumomo. Ha causato lui la trasformazione di Masaharu.
Nobuko Fukamichi (深道 信子?, Fukamichi Nobuko)
La migliore amica di Flora, ha un carattere furbo e malizioso. Vive in un negozio di fuochi d'artificio con la sua famiglia ed è in classe con Sumomo.
Yayoi Amamori (雨森 弥生?, Amamori Yayoi)
È una ragazza timida, presumibilmente innamorata di Masaharu. I suoi genitori hanno un negozio di ramen. È in classe con Sumomo.
Keisuke Sakuraba (桜庭 圭介?, Sakuraba Keisuke)
Compagno di classe di Sumomo, porta gli occhiali ed è bravo a parlare.
Natsuki Asamiya (麻宮 夏樹?, Asamiya Natsuki)
Fratello gemello di Akino e Toa, ha un carattere burbero.
Akino Asamiya (麻宮 秋乃?, Asamiya Akino)
Sorella gemella di Natsuki e Toa, è in classe con Sumomo ed è tranquilla e calma. Porta i capelli legati in due trecce.
Toa Asamiya (麻宮 冬亜?, Asamiya Tōa)
Sorella gemella di Natsuki e Akino, è piuttosto vivace. Porta i capelli legati in quattro trecce.
Seishirou Akihime (秋姫 正史郎?, Seishirou Akihime)
È il padre di Sumomo ed è uno scrittore. Passa tutto il tempo a casa.
Karin Akihime (秋姫 カリン?, Akihime Karin)
Madre di Sumomo e sorella di Natsume, è considerata la più grande Filatrice Stellare di tutti i tempi. Si innamorò di un umano e, nonostante fosse proibito, decise di lasciare Figurare e vivere con lui. Una volta nata Sumomo, si è trasferita in America per fare la fashion designer.
Croix (クロワ?, Kurowa)
È la gatta compagna di Julirsia.

## Videogioco
La prima versione per PC presenta contenuti per adulti; la versione per PlayStation 2 pubblicata dalla ASCII Media Works, pubblicata il 20 settembre 2007, li vede rimossi. La versione per Nintendo DS è invece uscita il 15 maggio 2008.

## Episodi
| Nº | Titolo italiano Giapponese 「Kanji」 - Rōmaji                                                               | In onda           | In onda |
| Nº | Titolo italiano Giapponese 「Kanji」 - Rōmaji                                                               | Giapponese        |         |
| 1  | Di che colore è il destino? 「運命はなにいろ?」 - Unmei wa Nani-iro                                         | 3 luglio 2007     |         |
| 2  | Ricordi color hydrangea 「あじさい色の記憶」 - Ajisai-iro no Kioku                                          | 10 luglio 2007    |         |
| 3  | La stella dei desideri color oro 「金いろ願い星」 - Kin-iro Negai-boshi                                     | 17 luglio 2007    |         |
| 4  | La piscina del colore dell'estate 「夏色のプールサイド」 - Natsu-iro no Pūrusaido                           | 24 luglio 2007    |         |
| 5  | Il cielo stellato del colore dei battiti del cuore 「ときめき色の星空」 - Tokimeki-iro no Hoshizora         | 31 luglio 2007    |         |
| 6  | Il tramonto del colore della gentilezza 「やさしさいろの夕焼け」 - Yasashisa-iro no Yuuyake                 | 7 agosto 2007     |         |
| 7  | Lo smarrimento color miele 「はちみつ色のとまどい」 - Hachimitsu-iro no Tomadoi                             | 14 agosto 2007    |         |
| 8  | Le ali del colore della felicità 「幸せいろの翼」 - Shiawase-iro no Tsubasa                                 | 21 agosto 2007    |         |
| 9  | Il beige del sabbia è il colore della tristezza 「かなしみ色はサンドベージュ」 - Kanashimi-iro wa Sandobēju | 28 agosto 2007    |         |
| 10 | La luna piena argento 「ぎんいろの満月」 - Gin-iro no Mangetsu                                              | 4 settembre 2007  |         |
| 11 | Una decisione del colore delle lacrime 「なみだ色の決心」 - Namida-iro no Kesshin                           | 11 settembre 2007 |         |
| 12 | Il primo amore è arcobaleno 「初恋はななついろ」 - Hatsukoi wa Nanatsu-iro                                  | 18 settembre 2007 |         |